# 유미주의
유미주의(唯美主義)는 탐미주의(耽美主義), 탐미파(耽美派)와 동의(同義)로, 19세기 중반, 합리주의나 기계주의에 대한 반동(反動)으로서 미학적 기준은 도덕성·실용성·쾌락 등에 얽매이지 않는 자율성을 지녀야 한다고 주장하는 태도 및 세계관이다.
이런 유미주의의 경향은 이미 고대(특히 헬레니즘)·중세·르네상스(매너리즘)에서도 찾아볼 수 있지만, 근세에 와서 예술과 문학에서 더욱 발전하여 19세기말 유럽에서는, 예술은 오로지 아름다움 자체를 위해서만 존재한다는 신조 아래 '예술을 위한 예술'(l'art pour l'art)의 이론이 널리 퍼지게 되었다. 따라서 유미주의는 예술지상주의를 가리키는 말로도 쓰인다.
예술의 자율성 문제는 역사적으로 보아 당시 널리 퍼져 있던 실용주의적 사회철학과 산업시대의 추악성 및 속물근성에 대한 반발로 제기되기 시작했다. 예를 들어 18세기 독일의 철학자 이마누엘 칸트는 〈판단력 비판 Kritik der Urteilskraft〉(1790)에서 자체가 목적이 되는 '자유로운 예술'과 다른 목적을 지녀 노동 및 수단이 되는 '임금 예술'을 구별하고, 미학적 기준은 도덕성·실용성·쾌락 등에 얽매이지 않는 자율성을 지녀야 한다고 주장함으로써 유미주의의 토대를 제공했다. 이런 예술의 자율성 사상은 독일에서는 괴테와 J. L. 티크 등을 통해 바이마르 고전주의와 낭만주의로 이어졌고, 영국에서는 새뮤얼 테일러 콜리지와 토머스 칼라일 등을 통해, 프랑스에서는 스탈 부인과 고티에, 쿠쟁을 통해 보급되었다.
내용의 미보다도 형식적 미의 완전(完全)을 중시했다. 와일드, 포, 보들레르 등이 대표자이다.
미(美)를 가장 지고한 가치로 보고 모든 것을 미의 견지에서 파악하는 태도 혹은 미의 창조를 예술의 목적으로 삼는 사조로, 탐미주의(耽美主義)나 심미주의(審美主義)라고도 한다. 순수한 심미적 경험은 그 실재성이나 유용성 혹은 도덕성과 같은 외적인 목적과 관계없이 심미적 대상을 사심 없이 관조하는 것에 있으며 자율성을 지녀야 한다고 주장한 칸트(I. Kant), 예술 작품의 목적은 오직 그 형식적 완벽성으로 존재하는 것 뿐 그 자체의 존재를 넘어선 어떤 목적도 없기 때문에 예술이 인류의 문화적 산물 중에 가장 뛰어난 것이라고 주장한 고티에(T. Gautier) 등으로부터 그 기원을 찾을 수 있다. '예술을 위한 예술'을 목표로 하여 예술 속에서 교훈성을 제거하고 형식적 미학을 중시하는 예술관으로서의 유미주의는 궁극적으로 순수예술을 지향하게 된다.
문학에서 유미주의는 교훈적·공리적 의미를 배제한 순수화 경향을 존중하는 문예사조를 지칭하는데, 공쿠르 형제(Goncourt Frres)나 플로베르(G. Flaubert) 등과 같은 작가들은 특히 부르주아 계급에 대한 환상을 비판하는 작품을 발표하여 상징주의 운동을 촉진시키기도 했다. 19세기 미국의 포우(E. A. Poe)와 프랑스의 보들레르(Baudelaire), 영국의 페이터(W. h. Pater)와 라파엘 전파(Pre-Raphaelite Brotherhood), 와일드(O. Wilde) 등에서 유미주의는 크게 발전하였고, 한국 현대문학에서는 유미주의가 특정한 유파를 형성하지는 않았지만 시대상황에 따라 다양한 형태로 나타났다. 김동인의 「광화사」, 「광염소나타」, 김영랑의 「모란이 피기까지는」, 이효석의 「메밀꽃 필 무렵」등이 유미주의적 경향을 드러낸 작품이라 할 수 있다.(채근병)

## 같이 보기
- 미학
- 아트 앤 크래프트 운동